# Historia Tartarorum
Historia Tartarorum (w przekładzie: Historia Tatarów) – zapis ustnej relacji Benedykta Polaka z jego podróży na dwór chana mongolskiego Gujuka, sporządzony przez franciszkanina C. de Bridia, jego towarzysza, na polecenie o. Bogusława, zwierzchnika zakonu franciszkanów w Czechach i Polsce. Rękopis został ukończony 30 lipca 1247.

## Odkrycie
Do połowy XX wieku jedyną znaną relacją o poselstwie Benedykta Polaka były Historia Mongolorum oraz opublikowana w 1839 De Itinerarium Fratrum Minorum da Tataros.
W 1957 antykwariusz z New Haven zakupił w Europie nieznaną wcześniej relację Historia Tartarorum i przywiózł ją do Stanów Zjednoczonych, gdzie w 1965 została opublikowana przez naukowców z Uniwersytetu Yale.

## Treść relacji
W Historia Tartarorum zawarte zostało wiele nowych, nieznanych wcześniej w Europie relacji dotyczących Mongołów i ich podbojów. W relacji zawarto opis podbojów Czyngis-chana, od zjednoczenia plemion mongolskich do jego śmierci podczas wyprawy na państwo Xixia. Zawarty został również opis wojen z państwem Jin (nazywanego Złotym Cesarstwem) oraz z państwem południowych Songów – jednak ta ostatnia relacja jest nieprecyzyjna i niechronologiczna. Opisane zostały także wyprawy Mongołów na Polskę i Węgry, w tym bitwa pod Legnicą.
Historia Tartarorum zawiera także liczne informacje o sposobie życia Mongołów, ich wyglądzie oraz zwyczajach.
W relacji zawarte zostały także liczne fantastyczne opowieści mongolskie i chińskie, uważane wówczas za wiarygodne (na przykład informacja o leżącej daleko na północy Krainie Psów).

## Przekład w języku polskim
- C. de Bridia, Historia Tatarów [w:] Spotkanie dwóch światów. Stolica Apostolska a świat mongolski w połowie XIII wieku. Relacje powstałe w związku z misją Jana di Piano Carpiniego do Mongołów, pod red. Jerzego Strzelczyka, Poznań 1993, s. 234–269.